# بيير إدواردز
بيير إدواردز (بالإنجليزية: Pierre Edwards)‏ المعروف باسم بيير، هو ممثل ومخرج وكاتب وممثل كوميدي أمريكي.

## روابط خارجية
- بيير إدواردز على موقع IMDb (الإنجليزية)
- بيير إدواردز على موقع ديسكوغز (الإنجليزية)
- بيير إدواردز على موقع قاعدة بيانات الفيلم (الإنجليزية)